# Disziplinenweltcup
Als Disziplinenweltcup bezeichnet man die Spezialwertungen in den Einzeldisziplinen der Weltcups verschiedener Sportarten.
- Im Alpinen Skiweltcup unterteilt man in Abfahrt, Super-G, Riesenslalom, Slalom und Kombination. Die jeweiligen Sieger sind tabellarisch zu sehen, zusammen mit den Gesamtsiegern des Weltcups, bei:

Alpiner Skiweltcup Herren
Alpiner Skiweltcup Damen
- Im Skilanglauf: Distanz-, Sprint- und Staffelwertung

Skilanglauf-Weltcup
- Beim Skispringen: Skispringen und Teamspringen (Skifliegen bis zur Saison 2001/2002)

Skisprung-Weltcup
- In der Nordischen Kombination: Neben der Gesamtwertung eine separate Sprintwertung

Weltcup der Nordischen Kombination
- Im Biathlon: Einzel, Sprint, Verfolgung, Massenstart und Staffel

Biathlon-Weltcup
- Im Snowboard: Parallel, Snowboardcross, Halfpipe, Big-Air

Snowboard-Weltcup